# Olivier Lesca
Pour les articles homonymes, voir Lesca.
Olivier Lesca est un joueur de rink hockey et international français. Il évolue en 2015 au sein du club de Mérignac.

## Parcours sportif
Il est sélectionné en équipe de France et participe au championnat d'Europe 2008 et 2010.